# جف وایتفوت
جف وایتفوت (انگلیسی: Jeff Whitefoot؛ زادهٔ ۳۱ دسامبر ۱۹۳۳ – درگذشتهٔ ۲ ژوئیهٔ ۲۰۲۴) یک بازیکن فوتبال اهل انگلستان بود. 
از جمله باشگاه‌هایی که وی در آنها سابقه بازی دارد، می‌توان به باشگاه فوتبال منچستر یونایتد، باشگاه فوتبال گریمسبی تاون و باشگاه فوتبال ناتینگهام فارست اشاره کرد.